# Eurytrema
Eurytrema é um gênero de vermes planos da classe Trematoda, subclasse Digenea.
Os indivíduos deste gênero são parasitas, utilizando como hospedeiro intermediário moluscos, e como hospedeiro definitivo mamíferos.

## Taxonomia
O gênero foi descrito pela primeira vez por Looss, em 1907. Na época, incluía as espécies Eurytrema coelomaticum (Giard & Billet, 1892) e Eurytrema pancreaticum (Jason, 1889) Looss, 1907.
Outras espécies já foram propostas, mas não são amplamente reconhecidas. São elas: E. dajii (Bhalerao, 1924) , E. media (Chertkova, 1957), E. ovis (Tubangui, 1925), E. parvum (Senoo, 1907), E. tonkinense (Gillard & Ngu, 1941), E. escudeiroi (Eduardo, Manuel & Tongson, 1976), E. cladorchis (Chin, Li & Wei, 1965), E. hydropotes (Tang & Tang, 1975), E. fukienensi (Tang &Tang, 1978), E. sphaeriorchis (Tang, Lin & Lin, 1978).

Destas, E. pancreaticum, E. coelomaticum e E. cladorchis já foram analisadas molecularmente.